# 1992 DX8
1992 DX8 är en asteroid i huvudbältet som upptäcktes den 29 februari 1992 av UESAC vid La Silla-observatoriet.